# Дежавю
Дежавю̀ (на френски: déjà-vu; изговор – буквално вече видяно) е преживяване, при което човек се чувства сигурен, че вече е виждал или преживявал някаква нова ситуация (човек усеща, все едно, че дадена случка вече се е състояла или се е случила неотдавна), въпреки че точните обстоятелства около предишната ситуация са неясни. Терминът е въведен от френския психолог Емил Боарак (1851 – 1917).

## Хипотези
- Една от хипотезите гласи, че дежавю се дължи на химичен дисбаланс на мозъка. Това е официалната научна теория. По принцип дадена ситуация в настоящето се обработва в определена част от мозъка. Ако настояща случка неволно попадне в частта на мозъка, обработваща спомените, ние изживяваме дежавю. Случващото получава „привкус“ на спомен и ни изглежда, че идеално знаем какво ще се случи.

- Друга хипотеза твърди, че дежавю се дължи на по-бързо обработване на информацията с погледа, отколкото съзнанието.Проявленията на дежавю

- Извън научните схващания дежавю се асоциира с нашите предчувствия, спомени, изживявания от отминали животи и със способността за ясновидство, дълбоко заложена във всеки от нас. Някои го определят като нещо, което са сънували или усетили в състояние на сън. Съществува схващане, че докато спим, астралното ни тяло преживява различни неща, обикаля непознати места, среща лица и изпитва емоции, които ние не осъзнаваме, не приемаме, но така или иначе и не помним на сутринта.

## Видове дежавю
- Déjà vécu (произн. „дежа̀ векю̀“) е нещо „вече преживяно“. Обикновено става дума за съвсем обикновена ситуация, в която чувстваме, че можем да предусетим всеки един малък детайл. Познати са ни гледката, действията на участниците в разговора и дори репликите ни звучат така, сякаш предварително знаем, че ще бъдат изречени.

- Déjà senti (произн. „дежа̀ сантѝ“) е състояние, което се превежда като нещо „вече почувствано“ – вътрешно усещане, което определяме като познато, но не обвързваме със ситуацията, в която се намираме.

- Déjà visité (произн. „дежа̀ визитѐ“) съдържа в себе си подозрението за вече посетено място. Сигурно ви се е случвало понякога да се движите из непознат район, но да имате странното усещане, че сте били там и преди, и да сте в състояние да се ориентирате правилно.

- Deja rêvé (произн. „дежа̀ ревѐ“) е нещо „вече сънувано“, а déjà entendu (произн. „дежа̀ антандю̀“) се превежда като нещо „вече чувано“ – когато имаме усещането, че можем да предвидим какво ще каже събеседникът ни в разговор, който водим.

- Много често ни се случва да имаме ясната идея какво искаме да кажем, но да не можем точно да се сетим какво е. В такива ситуации от типа „на върха на езика ми е, но не се сещам“ ние изживяваме presque vu (произн. „преск вю“, букв. „почти видяно“) – още едно от проявленията на дежавю.

## Jamais vu
Jamais vu (произн. „жамѐ вю“) е точно противоположното на дежавю. Буквално се превежда като „никога преди виждано/срещано“,
„невиждано“ или „несрещано“ и се характеризира с моментното неразпознаване на лица, места, ситуации, които човек в действителност познава, но в определен момент му се струват различни и чужди. Това явление обикновено настъпва внезапно. Например по време на разговор с ваш близък изведнъж той започва да ви се струва различен, или губите ориентация в даден район за момент и т.н.